# 布里亚-萨瓦兰奶酪
布里亚-萨瓦兰奶酪（法語：Brillat-savarin）產自法國的諾曼第，於1930年代由一名芝士生產商亨利·安德魯埃（Henri Androuët）發明，是以拿破崙一世時期的作家、政治家及美食家让·安泰尔姆·布里亚-萨瓦兰命名。布里亚-萨瓦兰奶酪形狀為小型深圓盤狀，有帶著光澤、長滿絨毛的白色外殼，芝士肉則像黄油。布里亚-萨瓦兰奶酪有著牛奶的香氣，當中夾雜檸檬的酸味。